# 密腺羽萼悬钩子
密腺羽萼悬钩子（学名：Rubus pinnatisepalus var. glandulosus）为蔷薇科悬钩子属下的一个变种。

## 扩展阅读
- 維基物種上的相關：密腺羽萼悬钩子